# Foudroyant (1724)
Pour les articles homonymes, voir Foudroyant.
Le Foudroyant est un vaisseau de ligne de premier rang portant 110 canons sur trois ponts, en service dans la Marine royale française entre 1724 et 1743. Il fait partie de ce petit nombre de bâtiments lancés dans les vingt-cinq premières années du règne de Louis XV, période de paix marquée par de faibles crédits pour la Marine.
Dessiné et conçu par l'ingénieur Laurent Hélie au chantiers navals de Brest, ses travaux débutent en janvier 1723 et il est lancé au mois d'avril de l'année suivante. C'est le seul trois-ponts français construit pendant la première moitié du XVIIIe siècle. Cependant, le Foudroyant ne prit jamais la mer. Pourrissant tranquillement à quai, il est démantelé entre 1742 et 1743.

## Sources et bibliographie
: document utilisé comme source pour la rédaction de cet article.
- Jean-Michel Roche (dir.), Dictionnaire des bâtiments de la flotte de guerre française de Colbert à nos jours, t. 1, de 1671 à 1870, éditions LTP, 2005, 530 p. (lire en ligne)
- Alain Demerliac, La Marine de Louis XV : Nomenclature des Navires Français de 1715 à 1774, Nice, Oméga, 1995
- Olivier Chaline, La mer et la France : Quand les Bourbons voulaient dominer les océans, Paris, Flammarion, coll. « Au fil de l’histoire », 2016, 560 p. (ISBN 978-2-08-133327-7)
- Alain Boulaire, La Marine française : De la Royale de Richelieu aux missions d'aujourd'hui, Quimper, éditions Palantines, 2011, 383 p. (ISBN 978-2-35678-056-0)
- Rémi Monaque, Une histoire de la marine de guerre française, Paris, éditions Perrin, 2016, 526 p. (ISBN 978-2-262-03715-4)
- Michel Vergé-Franceschi, La Marine française au XVIIIe siècle : guerres, administration, exploration, Paris, SEDES, coll. « Regards sur l'histoire », 1996, 451 p. (ISBN 2-7181-9503-7)
- Michel Vergé-Franceschi (dir.), Dictionnaire d'histoire maritime, Paris, éditions Robert Laffont, coll. « collection Bouquins », 2002, 1508 p. (ISBN 2-221-08751-8)
- Jean Meyer et Martine Acerra, Histoire de la marine française : des origines à nos jours, Rennes, éditions Ouest-France, 1994, 427 p. (ISBN 2-7373-1129-2)
- Martine Acerra et André Zysberg, L'essor des marines de guerre européennes : vers 1680-1790, Paris, SEDES, coll. « Regards sur l'histoire » (no 119), 1997, 298 p. [détail de l’édition] (ISBN 2-7181-9515-0, BNF 36697883)
- Georges Lacour-Gayet, La Marine militaire de la France sous le règne de Louis XV, Honoré Champion éditeur, 1910 (1re éd. 1902) (lire en ligne)